# エイブルスキーバー
エイブルスキーバー（エイブルスキーヴァーとも表記、原音に近いカタカナ表記では　エーブレスキウァー、デンマーク語: æbleskiver、デンマーク語でリンゴの薄切りを意味する、単数形はエーブルスキーウ、æbleskive）は、球形をした甘みのあるデンマークの伝統料理である。エイブルスキーバーはパンケーキやポップオーバーと材料がほぼ同じであり、パンケーキのように表面は焼き目が付き固いものの、ポップオーバーのように軽くふわふわしている。ローマ字表記では通常aebleskiverもしくはebleskiverと表記される。

## エイブルスキーブ・パン

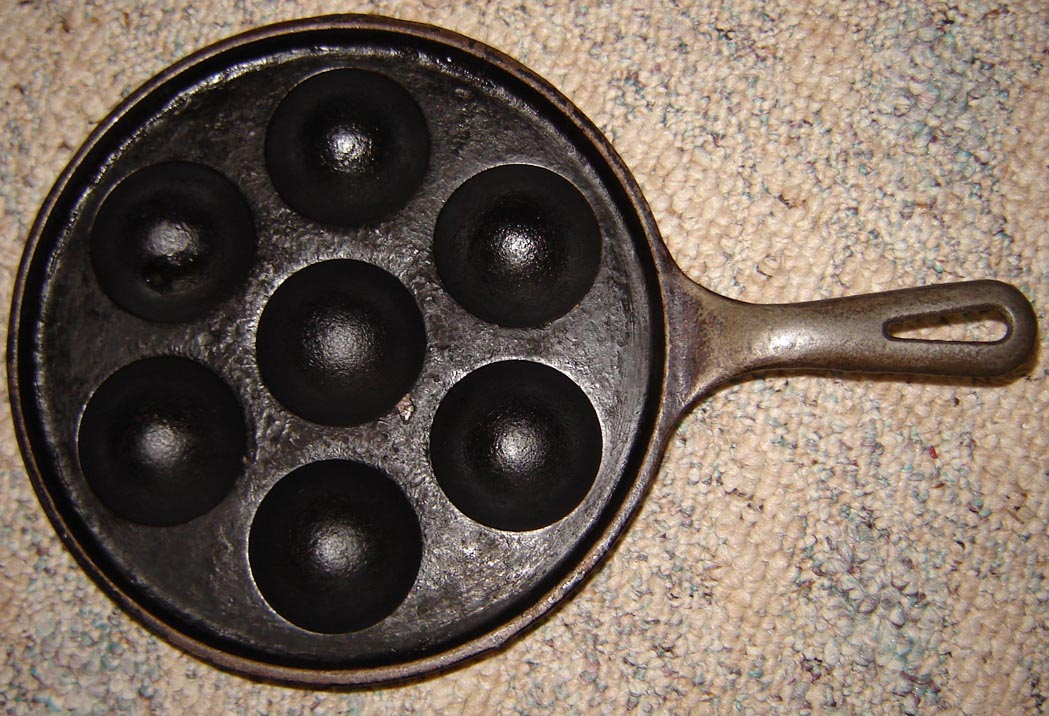
エイブルスキーブ・パンを上から見た画像

エイブルスキーバーは半球形をした穴が幾つか空いた特殊なパンの上で焼く料理である。
このエイブルスキーブ・パンは日本のたこ焼き器に類似した特徴を持っている。（画像参照）
エイブルスキーブ・パンにはガスに対応したものと電気焜炉に対応したものが存在している。
エイブルスキーブ・パンは伝熱性が良くなるよう通常鋳鉄製のものを使用する。銅製のパンも存在するが、今日では主に実用品ではなく飾り物として利用されている。

## 作り方

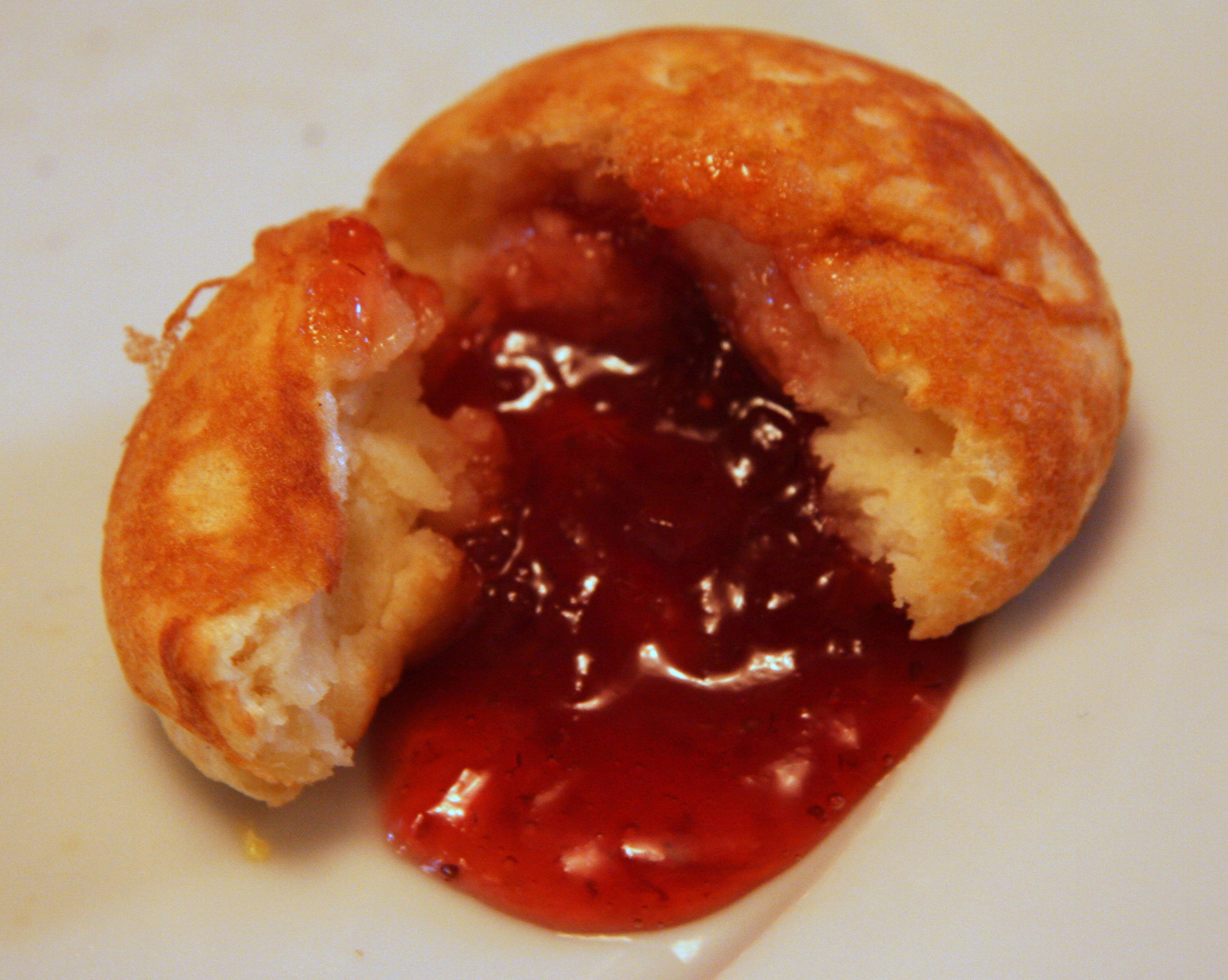
赤いジャムを添えたエイブルスキーバー

エイブルスキーバーを作る際は通常小麦粉を用い、これにバターミルク、牛乳もしくは生クリーム、鶏卵、砂糖、塩一摘みを加えて混ぜる。また、この他にもバターなどの油脂やカルダモン、レモンピールを風味付けに使用することがある。膨張剤としてベーキングパウダーを使用することが多いが、イーストを加える事もある。
エイブルスキーバーを調理する際は油を塗った専用のパンに生地を流し込み、串やフォークで回転させながら球形になるように焼いていく。エイブルスキーバーは伝統的にはリンゴ（æble）もしくはアップルソースを加えて作っていたためにその名がついていたが、現代のデンマークではエイブルスキーバーにリンゴやアップルソースを加える事は極めてまれである。エイブルスキーバー自体は甘くないものの、伝統的にラズベリー、イチゴ、クロスグリ、ブラックベリーのジャムや粉砂糖をふりかけて甘い味付けをして供される。
デンマークのスーパーマーケットでは、オーブンで熱を加えるだけで良いよう、エイブルスキーバーは焼いて冷凍保存された状態で販売されている。

## 伝統

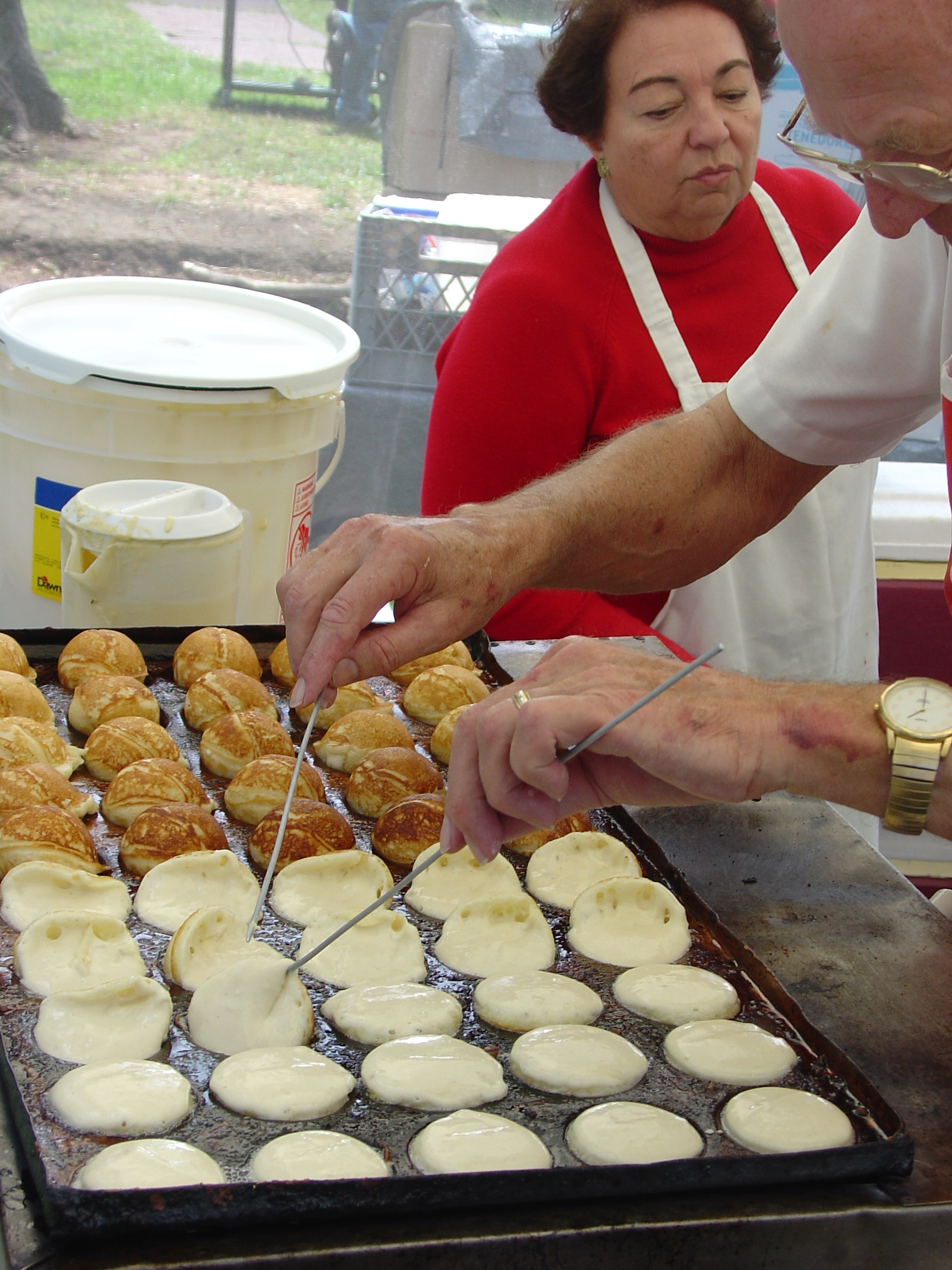
エイブルスキーバーを作る男性

デンマークでは、エイブルスキーバーをクリスマスの前に食することが一般的となっている。12月になると、エイブルスキーバーはデンマークのグリューワインであるグロッグ（gløgg）とともに供される事が多い。ノルウェーでは、デンマークのエイブルスキーバーの代わりに暖かいワッフルが同様の役割を持つ食品として供されている。
エイブルスキーバーはフリーマーケットやチャリティーマーケット、地方のスポーツ大会などの場でも販売されることが多い。また、子供たちに人気で手軽に作ることができることから、子供の誕生日パーティーでも作られることが多い。